# Der falsche Adam
Der falsche Adam ist ein deutscher Filmschwank von Géza von Cziffra aus dem Jahr 1955.

## Handlung
Der Chef der New Yorker Firma Radio Corp. Mr. Th. Th. Th. Meyer beabsichtigt, sich mit seinem Hamburger Filialleiter Adam Waldemar Meinecke, genannt Waldi, auf Capri zu treffen. Dieser und sein Chef sind sich vorher noch nie begegnet, denn Waldi hat seinen Posten nur durch die gute Bekanntschaft seiner Frau Renate mit Meyers Tochter Mabel bekommen. Auf Capri angekommen, merkt Waldi, dass er seine Aktentasche mit den geschäftlichen Unterlagen in Hamburg vergessen hat und begibt sich umgehend zur Post, um deshalb ein Telegramm an seine Firma zu schicken. Sein Prokurist Bullinger, genannt Bulli, begibt sich umgehend mit der Aktentasche nach Italien. Im Hotel begegnet er zufällig im Fahrstuhl Mabel, die gerade von einem Besuch bei Renate zurückkommt.
Meyers Frau Luise hat zwischenzeitlich erfahren, dass sich eine ehemalige Geliebte ihres Mannes, die Sängerin Dolly Dobbs, ebenfalls auf Capri aufhält. Da sie ihren Mann nicht auf der Yacht „Atlanta“ finden kann, vermutet sie ihn bei Dolly und begibt sich auf die Suche. Meyer und Waldi, sie kennen sich immer noch nicht, treffen sich auf dem Postamt, da beide ein Telegramm aufgeben wollen. Hier kommt es zum Streit um das einzige vorhandene Schreibgerät, in dessen Verlauf Waldi seinem Chef ein blaues Auge schlägt. Als er erfährt, wem er das blaue Auge verpasst hat, beschließt er, mit Bulli die Rollen zu tauschen. Th. Meyer sucht verzweifelt nach seinem Gegner, aber nicht um sich zu rächen, sondern um seine Frau davon zu überzeugen, dass die von ihm erzählte Geschichte über das blaue Auge der Wahrheit entspricht. Luise denkt nämlich, er habe das von Dolly erhalten. Aber Waldi hat sich inzwischen von seinem Spitzbart getrennt und mit Bulli den Namen gewechselt.
Es zeichnet sich ab, dass das kein gutes Ende finden kann, denn Bulli hat seit der Fahrt im Aufzug ein Auge auf Mabel geworfen. Meyer lädt Renate, Waldi und Bulli ein, auf seiner Yacht zu wohnen. Nun erreicht das Chaos langsam seinen Höhepunkt. Dass Herr Meinecke die gleiche Kabine wie seine Frau bewohnt ist eigentlich normal, aber Herr Meinecke ist nicht mehr Herr Meinecke, sondern Herr Bullinger, und dieser fühlt sich in seiner neuen Rolle gar nicht wohl, weil sie ihn daran hindert, sich Mabel zu nähern, ohne dass sie ihn für einen Wüstling hält. Die Spitze ist erreicht, als Herr Meyer sehen muss, wie sein „Filialleiter“ seine Tochter küsst und Frau Luise sieht, wie der angebliche Bulli sich in der Kabine von Renate rasiert.
Nur durch eine Generalbeichte kann das Durcheinander aufgelöst werden und endet mit einer wunderschönen Reise, bei guter Laune, ins Mittelmeer.

## Produktion
Das Bühnenstück Drei blaue Augen von Geza von Cziffra wurde bereits 1941 von Regisseur Hubert Marischka unter dem Titel Oh, diese Männer verfilmt. Unter seinem Autoren-Pseudonym Peter Trenck und gemeinsam mit Oliver Hassencamp adaptierte von Cziffra sein eigenes Bühnenstück unter dem Titel Der falsche Adam dann selbst für die Leinwand. Als Filmstudio diente das Atelier Hamburg-Wandsbek, die Außenaufnahmen entstanden auf Capri. Die Liedmelodien wurden von Michael Jary komponiert. Der Film wurde in Schwarzweiß gedreht und hatte am 16. Juni 1955 in der Lichtburg (Essen) Premiere.
Mit geringfügigen Abweichungen verfilmte von Cziffra das Stück 1959 als Ich bin kein Casanova neuerlich. Der listige Bürodiener Jan Piepenbrink, der in die Rolle eines Stewards schlüpft, und die eifersüchtige Ehefrau des Firmenchefs fehlen in der jüngeren Verfilmung. Auch ist Bullinger, der dann Keller heißt, beim jungen Ehepaar als Butler beschäftigt. Der Farbfilm von 1959 spielt in San Remo und bietet, obwohl die wichtigsten Szenen im Hotel stattfinden, schöne Aufnahmen auf dem Meer und einige Schlager.

## Kritik
Das Lexikon des internationalen Films bezeichnet den Film als anspruchsloses Lustspiel mit Situationskomik und kleinen Frivolitäten.